# Macaranga parabicolor
Macaranga parabicolor là một loài thực vật có hoa trong họ Đại kích. Loài này được Whitmore mô tả khoa học đầu tiên năm 2008.